# 藤岡町藤岡
藤岡町藤岡（ふじおかまちふじおか）は、栃木県栃木市の大字。郵便番号は323-1104。
　

## 地理
栃木市の南部、藤岡地域の南部に位置し、東で藤岡町赤麻、南で藤岡町内野、群馬県邑楽郡板倉町大字海老瀬、西で群馬県邑楽郡板倉町大字離・大字除川、北で藤岡町甲・藤岡町大前と接する。
栃木市役所藤岡総合支所をはじめとする各種行政機関・公共施設、および金融機関・商業施設などが集中し、藤岡地域の中心をなす。東武日光線が地内を南北に通過し藤岡駅があり、市街地は駅の東側に集中する。また、市街地を縦断するように栃木県道9号佐野古河線（藤岡大通り）が通過し、それに並行するバイパス路線として栃木県道11号栃木藤岡線（藤岡バイパス）が市街地の東端を通過する。市街地北部を西から東へ渡良瀬川が流れ、新開橋・藤岡大橋がこれを跨ぐ。南部の一部は渡良瀬遊水地となっている。

### 河川
- 渡良瀬川
- 蓮華川

## 歴史

### 沿革
- 1889年（明治22年）4月1日 - 町村制施行により、藤岡村が町制施行して藤岡町が成立、藤岡町大字藤岡となる。
- 1929年（昭和4年）4月1日 - 東武日光線杉戸 - 新鹿沼間の開業にともない藤岡駅が開設される。
- 2010年（平成22年）3月29日 - 藤岡町が栃木市（旧）、大平町、都賀町と合併し栃木市（新）が成立。同時に地域自治区「藤岡町」が設置され、栃木市藤岡町藤岡となる。

## 世帯数と人口
2017年（平成29年）8月31日現在の世帯数と人口は以下の通りである。
| 大字       | 世帯数    | 人口    |
| ---------- | --------- | ------- |
| 藤岡町藤岡 | 2,331世帯 | 5,790人 |

### 人口の変遷
総数 [戸数または世帯数：  、人口：  ]
| 1891年（明治24年） | 988戸 3,157人     |
| 1982年（昭和57年） | 1,935世帯 7,572人 |
| 2012年（平成24年） | 2,277世帯 6,160人 |
| 2017年（平成29年） | 2,318世帯 5,810人 |

## 交通

### 鉄道
- ■東武鉄道日光線
  - 藤岡駅

### 路線バス
- ふれあいバス
  - 藤岡線（栃木駅 - 川連 - 富田 - 和泉 - 藤岡 - 三鴨・谷中湖）
    - （三鴨方面）藤岡文化会館西 - 藤岡総合支所前 - ヤオキ前 - 藤岡郵便局入口 - 藤岡駅 - 腰塚医院入口 - 藤浪商店前 - 藤岡総合体育館 - スポーツふれあいセンター前 - 山合南
    - （谷中湖方面）藤岡文化会館西 - 藤岡総合支所前 - ヤオキ前 - 藤岡郵便局入口 - 藤岡駅 - 腰塚医院入口 - 藤浪商店前 - 藤岡総合体育館 - 原向高間公民館前 - 篠山

  - 部屋線（栃木 - 片柳 - 川連 - 富田 - 水代 - 部屋 - 藤岡）
    - ベーカリーメルヘン東 - 荒立市営住宅西 - 藤岡文化会館前 - 藤岡総合支所前 - ヤオキ前 - 藤岡郵便局入口 - 藤岡駅

### 道路
- 栃木県道9号佐野古河線（藤岡大通り）
- 栃木県道11号栃木藤岡線（藤岡バイパス）
- 栃木県道50号藤岡乙女線（部屋街道）
- 栃木県道57号館林藤岡線（館林街道）
- 栃木県道122号藤岡停車場線（藤岡駅前通り）

橋梁
- 新開橋
- 藤岡大橋

## 小・中学校の学区
市立小・中学校に通う場合、学区は以下の通りとなる。
| 自治会         | 小学校             | 中学校             |
| -------------- | ------------------ | ------------------ |
| 向山自治会以外 | 栃木市立藤岡小学校 | 栃木市立藤岡中学校 |
| 向山自治会     | 栃木市立赤麻小学校 | 栃木市立藤岡中学校 |

## 施設
- 国土交通省利根川上流河川事務所藤岡出張所
- 国土交通省渡良瀬川河川事務所藤岡観測所
- 栃木市役所藤岡総合支所
- 栃木市消防署藤岡分署
- 栃木警察署藤岡交番
- 栃木市立藤岡中学校
- 栃木市立藤岡小学校
- 栃木市藤岡保育園
- 栃木市藤岡図書館
- 栃木市藤岡文化会館
- 栃木市藤岡総合体育館
- 栃木市藤岡遊水池会館
- 栃木市藤岡歴史民俗資料館
- 栃木市藤岡渡良瀬運動公園
- 栃木市藤岡スポーツふれあいセンター
- 藤岡郵便局
- 足利銀行藤岡支店
- 栃木信用金庫藤岡支店
- 渡良瀬遊水地